# Archie Gittes
Archie Gittes (* 1903; † 1991) war ein US-amerikanischer Maler.

## Leben
Gittes war neben seinem Wirken als Maler auch als Autor kunstgeschichtlicher Abhandlungen aktiv. Er lebte von 1932 bis 1948 in Gènova auf der spanischen Mittelmeerinsel Mallorca. In der Zeit der Franco-Diktatur galten seine Werke als „entartet“. Er schuf in dieser Zeit daher viele Landschaftsbilder, insbesondere mit Ansichten der Insel Mallorca. Er war befreundet mit dem britischen Schriftsteller Robert von Ranke-Graves.
Nachdem Gittes Mallorca verlassen hatte, kehrte er ab 1980 regelmäßig zu Besuchen auf die Insel zurück, da sein Sohn in Palma lebte. Seine Werke finden sich in Museen und privaten Sammlungen, so auch in den mallorquinischen Museen Es Baluard und im Museo de Mallorca.